# كانو-زالجيريس
فريق كانو-زالجيريس لكرة القدم Futbolo klubas Kauno Žalgiris (بالإنجليزية: Football club Kauno Žalgiris)‏ هو فريق محترف لكرة القدم مقره في كاوناس، ليتوانيا، وينافس في دوري الدرجة الأولى الليتواني، وهو أعلى المسابقات من ليتوانيا. تأسس النادي باسم FM Spyris Kaunas في عام 2004، وأصبح قسم كرة القدم لنادي كرة السلة Žalgiris Kaunas وانتقل إلى ملعبه الحالي، ملعب Darius وGirėnas في عام 2015. بعد موسم ظهوره الأول في دوري الدرجة الأولى اعتمد النادي اسم FK Kauno Žalgiris في عام 2016.

## تاريخه

### 2005-2014: السنوات الأولى
تم طرح فكرة النادي المحترف من قبل مدرسة كاوناس لكرة القدم "Tauras" في عام 2004، عندما قرر مدربو المدرسة إعطاء فرصة لخريجي المدرسة لممارسة احتراف كرة القدم، وفي عام 2005 تم تشكيل FM Spyris. لعب النادي في البداية في دوري الجنوب LFF II، مرتديًا اللونين الأصفر والأزرق. في 1 مايو 2005 لعب FM Spyris مباراته الرسمية الأولى، وهُزم فيها 2-1 من قبل Fk Sveikata Kybartai. تم تغيير اسم FM Spyris إلى FM Aisčiai Kaunas لموسم واحد في عام 2010، حيث حصل الفريق على المركز الثاني. على الرغم من محاولة العودة إلى صدارة الدوري، بحلول عام 2013، انتقل النادي إلى دوري LFF I وشارك بموسمين تنافسيين وكان منافسًا في كأس LFF.

### 2015 إلى الوقت الحاضر: Kauno Žalgiris
بعد نجاحه الأخير، انضم النادي رسميًا إلى الدوري الليتواني الممتاز لكرة القدم لموسم 2015، تم قبول Spyris في الفحص الأول. قبل بدء الموسم، تم الإعلان عن انضمام 6 لاعبين جدد إلى النادي. قبل بداية الموسم، أعلن النادي عن تعاونه مع BC galgiris وخططه لاستخدام اسم Žalgiris. أثار تغيير الاسم جدلاً بسبب أن هناك نادي ليتواني آخر FK galgiris Vilnius سوف يتنافس أيضًا في الدوري. قدم النادي شكوى بموجب قواعد LFF التي لا تسمح بمشاركة فريقين تحت نفس الاسم. في 1 مارس 2015، ظهر النادي لأول مرة في دوري الدرجة الأولى بفوزه على FK Klaipėdos Granitas 2-1. احتل Spyris المركز الخامس في الدوري، ووصل أيضًا إلى نصف نهائي كأس ليتوانيا لكرة القدم، لكنه هُزم من قبل galgiris Vilnius. قبل بداية موسم 2016، غيّر النادي اسمه إلى FK Kauno Žalgiris، مع تعديل اسم نادي كرة السلة الذي يحمل نفس الاسم. على الرغم من أن جماهير مشجعيه كانت سعيدة بهذا الأمر، إلا أن تغيير الاسم قد طغى عليه المزيد من المشكلات القانونية مع FK galgiris Vilnius.

## ملعبه

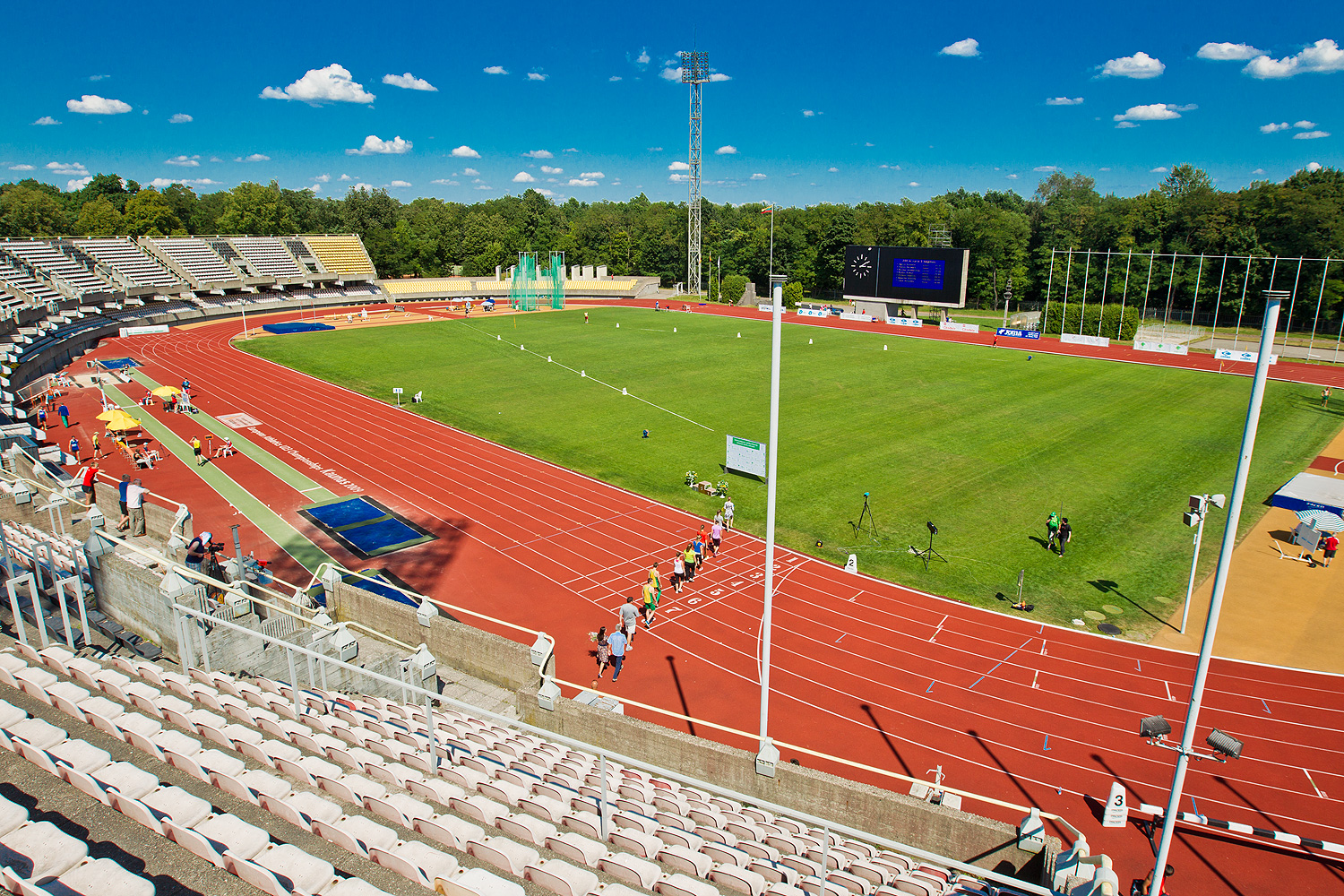
ملعب داريوس وجيرناس

يلعب النادي مبارياته على أرضه على ملعب داريوس وجيرناس. الملعب هو منشأة متعددة الاستخدامات في منتزه زوليناس في منطقة شاليكالنيس في كاوناس، ليتوانيا. يستوعب الملعب مقاعد عددها 9,180. جرى تجديده في عام 1998 وفقًا للوائح الاتحاد الأوروبي لكرة القدم، وفي عام 2005 تم تحديثه بتركيب أكبر شاشة تلفزيون استاد في دول البلطيق.

## سجلاته الأوروبية
حتى 18 يوليو 2019
| الموسم  | منافسة          | الجولة | النادي         | على أرضه | خارج أرضه | المجموع. |
| ------- | --------------- | ------ | -------------- | -------- | --------- | -------- |
| 2019-20 | الدوري الأوروبي | 1 QR   | أبولون ليماسول | 0-2      | 0-4       | 0-6      |
| 2020-21 | الدوري الأوروبي | 1 QR   |                |          |           |          |

ملاحظات
- QR : جولة التصفيات

## التشكيلة الحالية
آخر تحديث 3 مارس 2020.}
| رقم. |               | المركز | اللاعب              |
| ---- | ------------- | ------ | ------------------- |
| 1    | Lithuania     | GK     | Armantas Vitkauskas |
| 4    | Lithuania     | DF     | Martynas Dapkus     |
| 5    | Guinea-Bissau | DF     | رودينيلسون سيلفا    |
| 7    | Nigeria       | FW     | Philip Otele        |
| 8    | Lithuania     | DF     | Egidijus Vaitkūnas  |
| 9    | Lithuania     | MF     | Simonas Urbys       |
| 10   | Lithuania     | MF     | Gratas Sirgėdas     |
| 11   | Ukraine       | MF     | يوري بوشمان         |
| 13   | Lithuania     | MF     | Domantas Putrius    |
| 14   | Lithuania     | MF     | Matas Popiera       |
| 15   | Lithuania     | MF     | Karolis Šilkaitis   |

| رقم. |           | المركز | اللاعب                                          |
| ---- | --------- | ------ | ----------------------------------------------- |
| 16   | Lithuania | MF     | Simonas Paulius                                 |
| 17   | Lithuania | DF     | Pijus Širvys                                    |
| 18   | Lithuania | DF     | Rimvydas Sadauskas                              |
| 19   | Lithuania | MF     | Deividas Šešplaukis                             |
| 21   | Nigeria   | FW     | Emmanuel David (on loan from نادي فريماد أماغر) |
| 22   | Lithuania | GK     | Deividas Mikelionis                             |
| 29   | Lithuania | MF     | Benas Anisas                                    |
| 31   | Lithuania | GK     | Dovydas Vilkas                                  |
| 77   | Lithuania | MF     | ليناس بيليبايتيس                                |
| 87   | France    | DF     | ستيفين ثيكوت                                    |

## روابط خارجية
- الموقع الرسمي
 باللغة الليتوانية
- صفحة الفيسبوك Kauno Žalgiris الرسمية
- صفحة alyga.lt Kauno Žalgiris
- صفحة Kauno Žalgiris